# Баденвайлер
Баденвайлер (нем. Badenweiler, алем. нем. Badewiler) — община в Германии, в земле Баден-Вюртемберг.
Подчиняется административному округу Фрайбург. Входит в состав района Брайсгау — Верхний Шварцвальд. Население составляет 3907 человек (на 31 декабря 2010 года). Занимает площадь 13,02 км². Коммуна подразделяется на 3 сельских округа.

## История
Курорт с римских времён, развалины римских построек. Место смерти немецкого писателя и политика Якоба Венедея (1871), американского писателя Стивена Крейна (1900) и русского писателя Антона Павловича Чехова (1904), находившихся в курортном Баденвайлере на лечении (умерли от туберкулёза).
Место, где стоит действующая протестантская церковь Святого Павла, является историческим местом, которое было религиозным местом поклонения уже во времена Римской империи. Римляне построили здесь в 145 году большой подиумный храм, от которого практически ничего не осталось. Храм стоял на «свайном сооружении». Строители храма загоняли заострённые дубовые сваи в суглинистую почву, чтобы обеспечить почву для этого тяжёлого здания. Храм был галло-римским с классическим италийским главным фасадом, размещённым на монументальном подиуме.
На руинах римского храма в XII веке была построена христианская церковь. Церковь была в плохом состоянии, когда она была снесена в 1892 году и перестроена как неороманское здание между 1893 и 1898 годами. В ходе рытья римских стен и фрагментов стен предыдущих церковных построек были обнаружены и включены в строительство новой церкви. В башне предыдущей церкви были обнаружены шесть фресок XIV века, которые сейчас находятся в хоре современной церкви. Среди них так называемая пляска смерти, где встречаются живые и мёртвые. На трёх скелетах надпись: «Мы были тем, кто вы есть — вы будете тем, кто мы есть». Это адресовано трём живущим (ребёнок, мужчина средних лет и старик), чьи одежды соответствуют моде знатных людей XIV века.

## Города-партнёры
- коммуна Виттель (Франция), кантон Нефшато,
- Таганрог (Россия).

## Фотографии

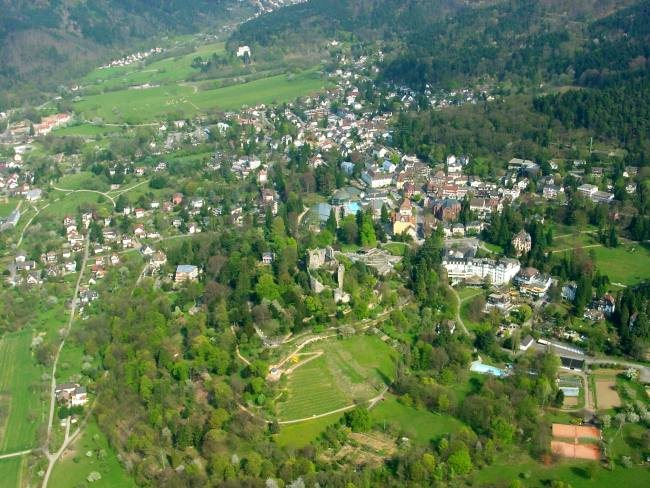
Вид с юго-запада
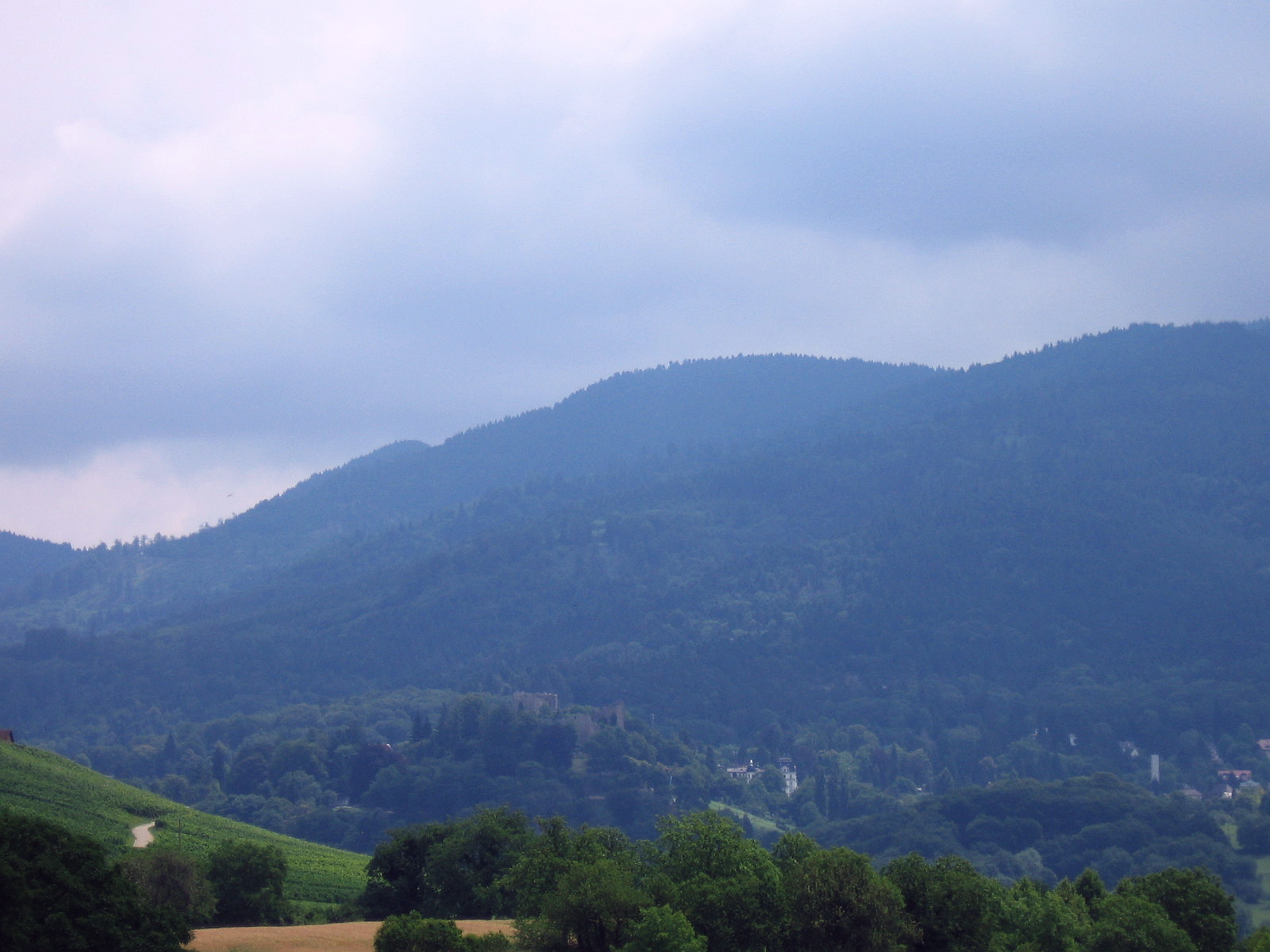
Вид с запада
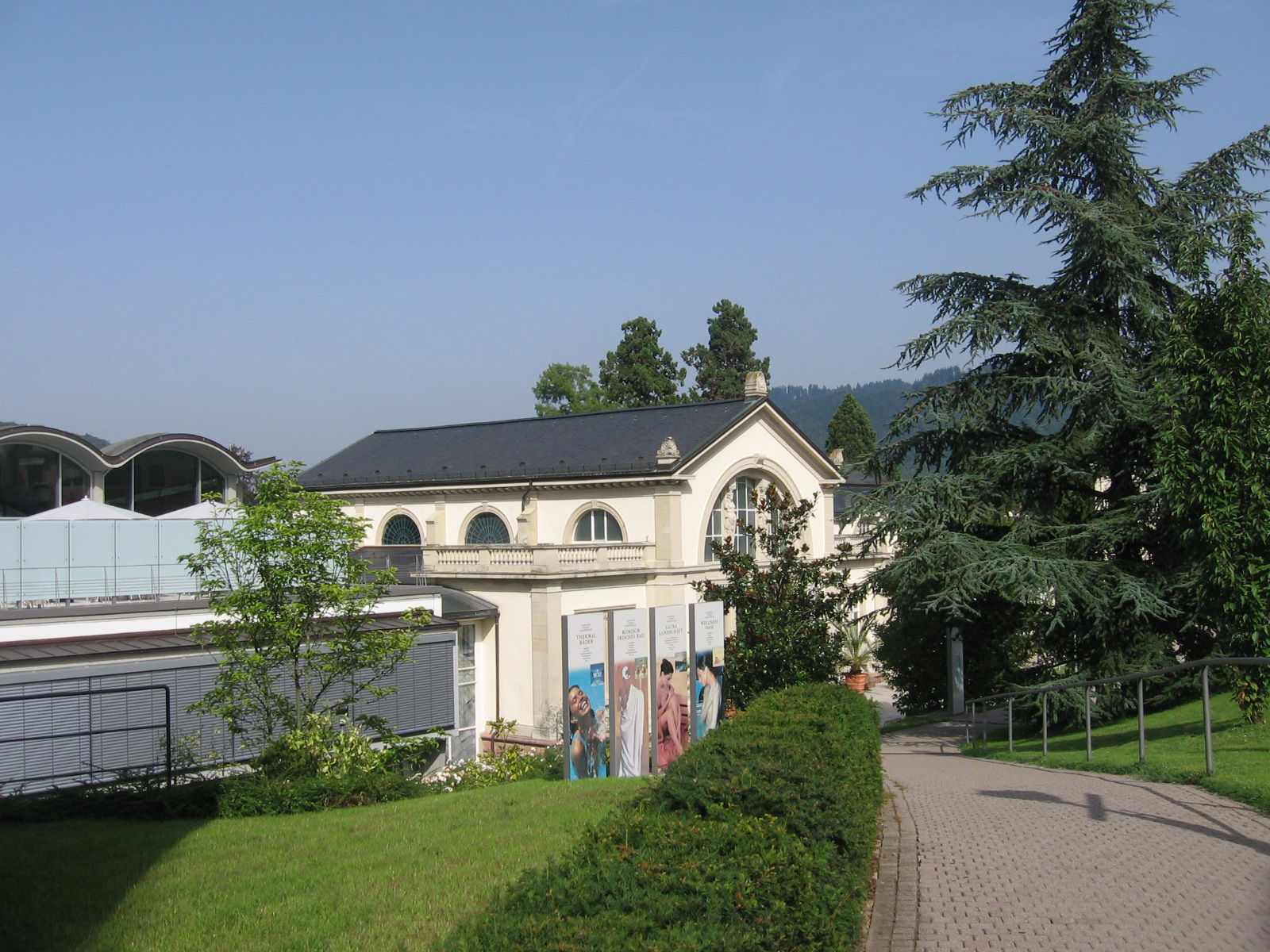
Вход в источники Кассиопеи
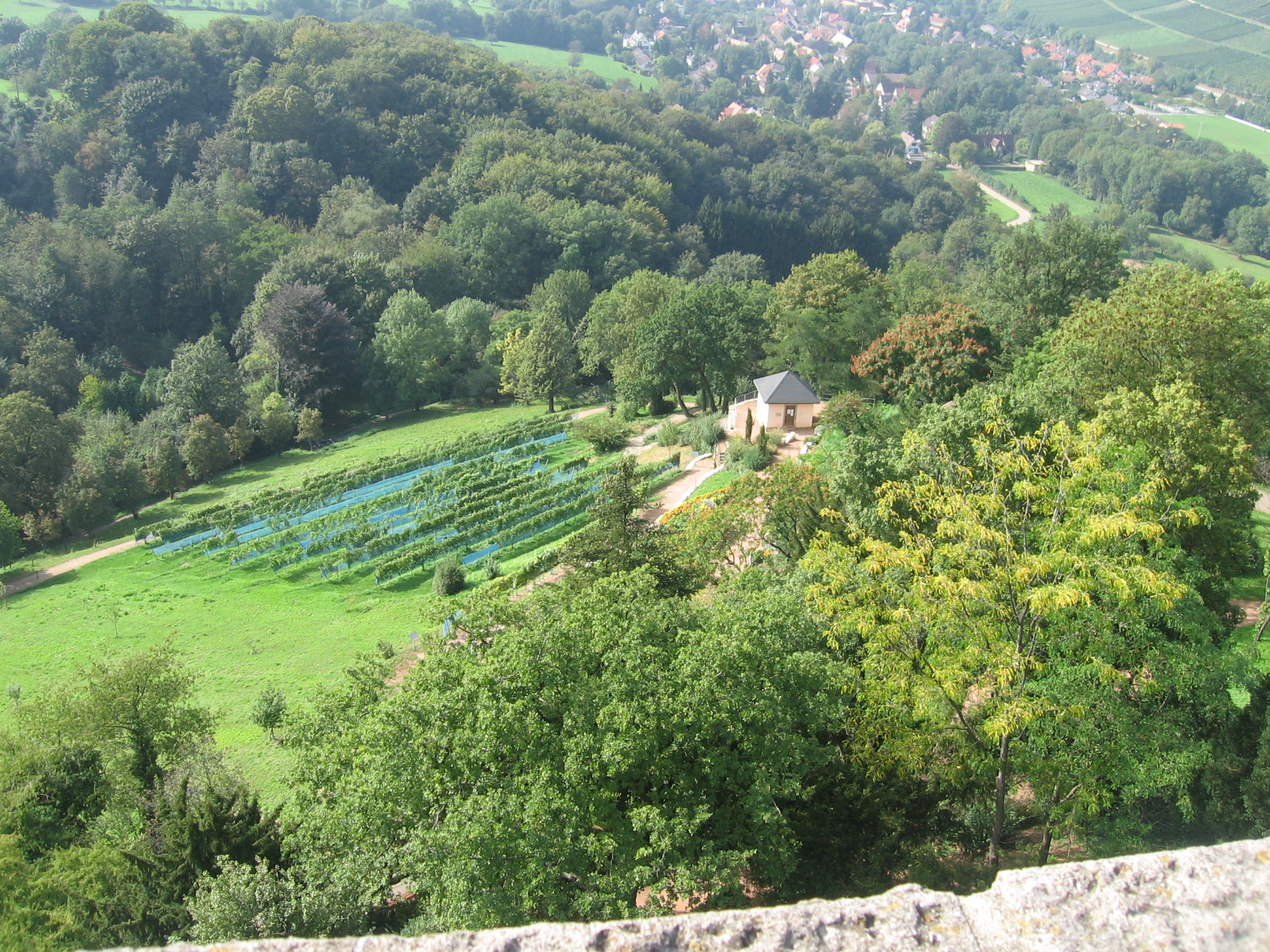
Часть курортного парка

## Памятные места, связанные с Чеховым

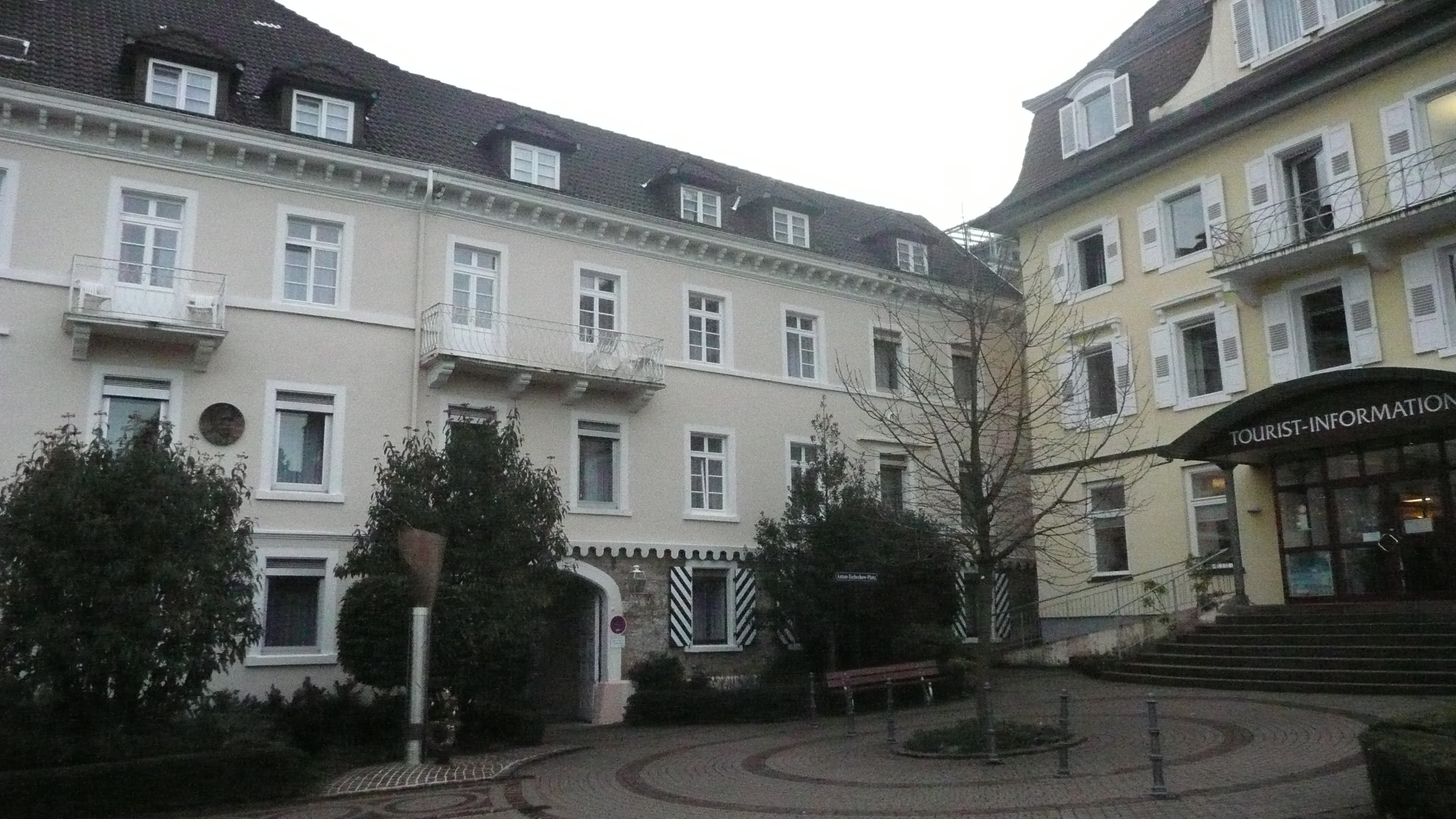
Площадь Антона Чехова
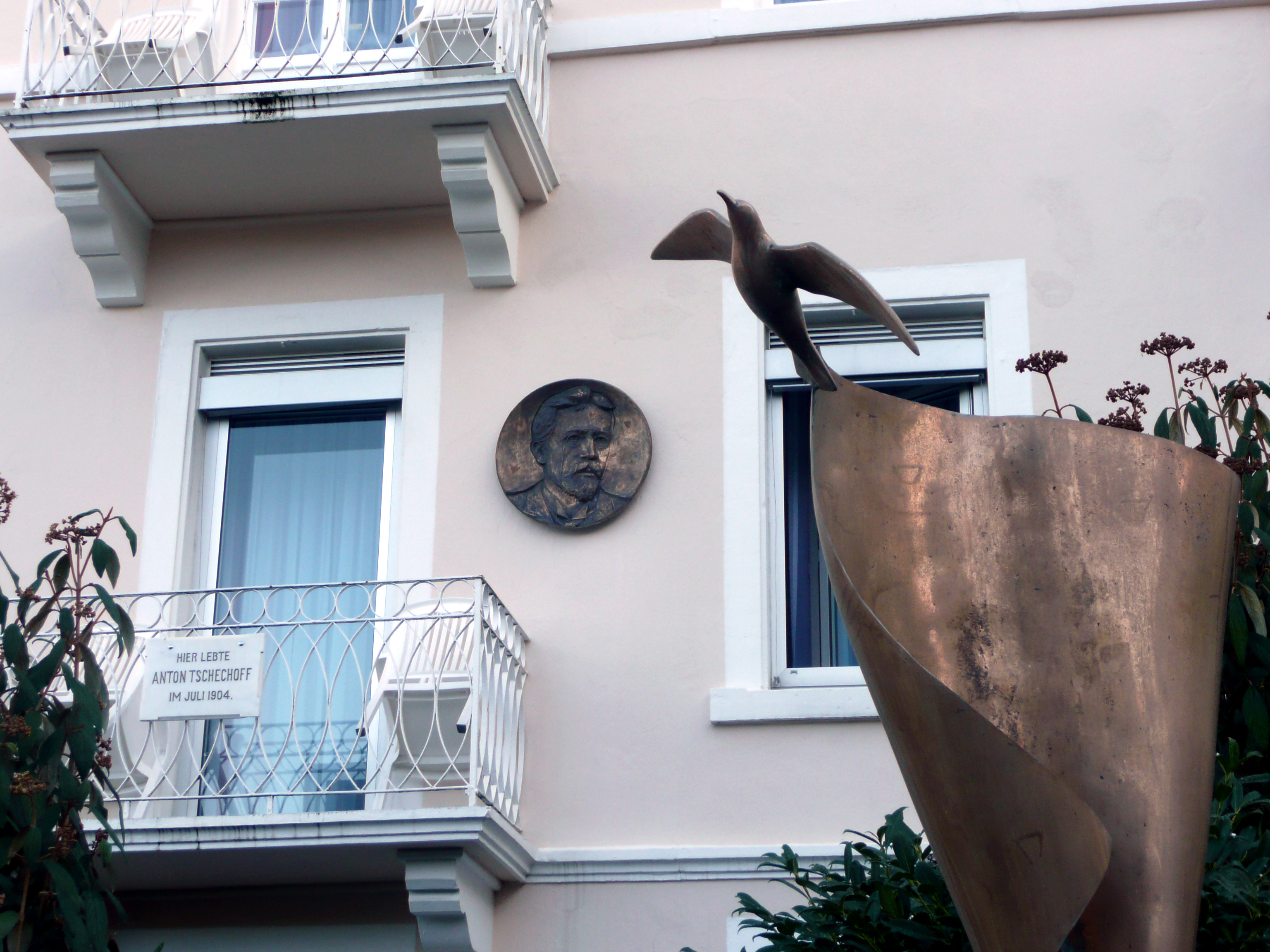
Скульптура «Чайка»
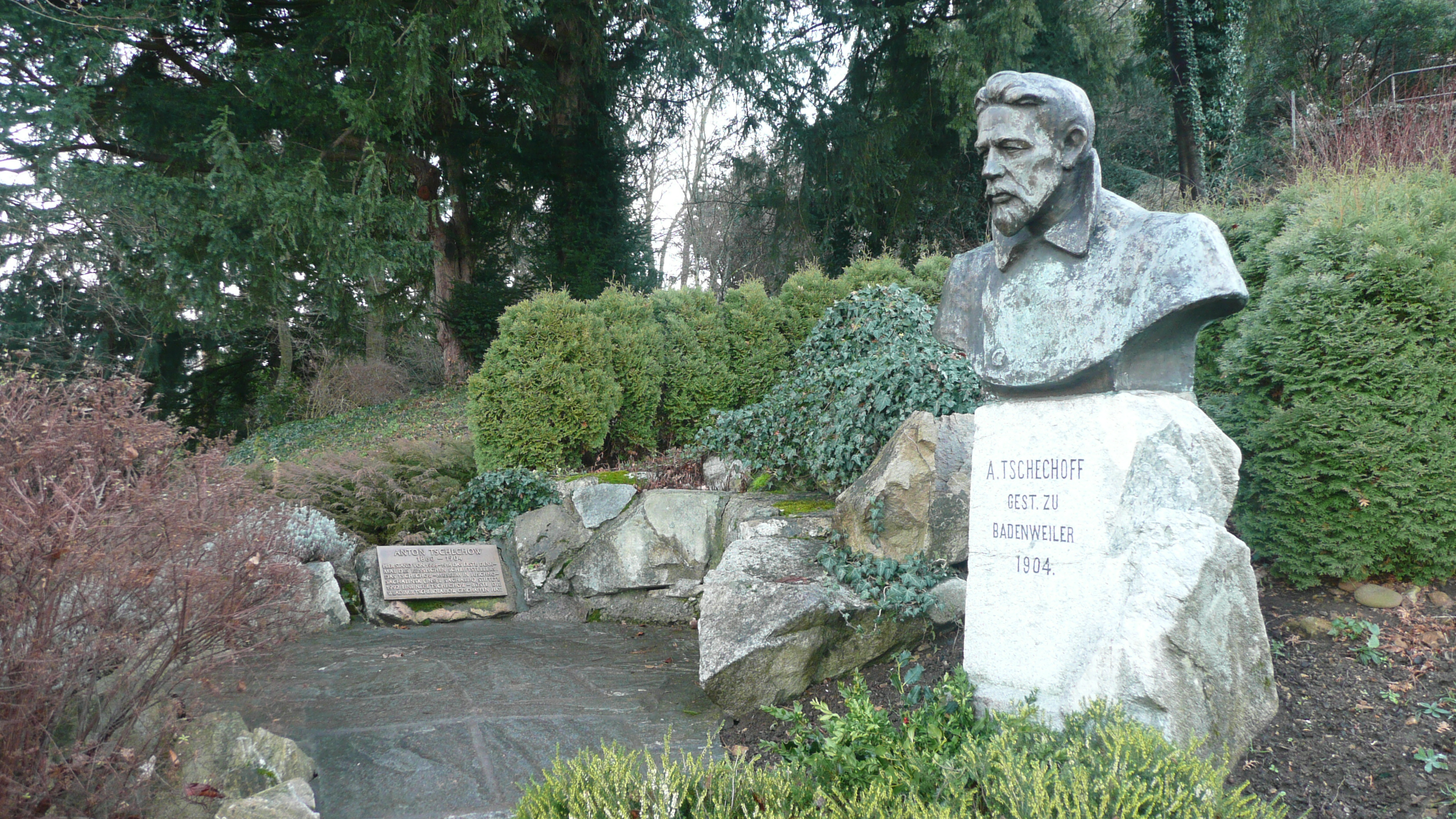
Бюст Чехова
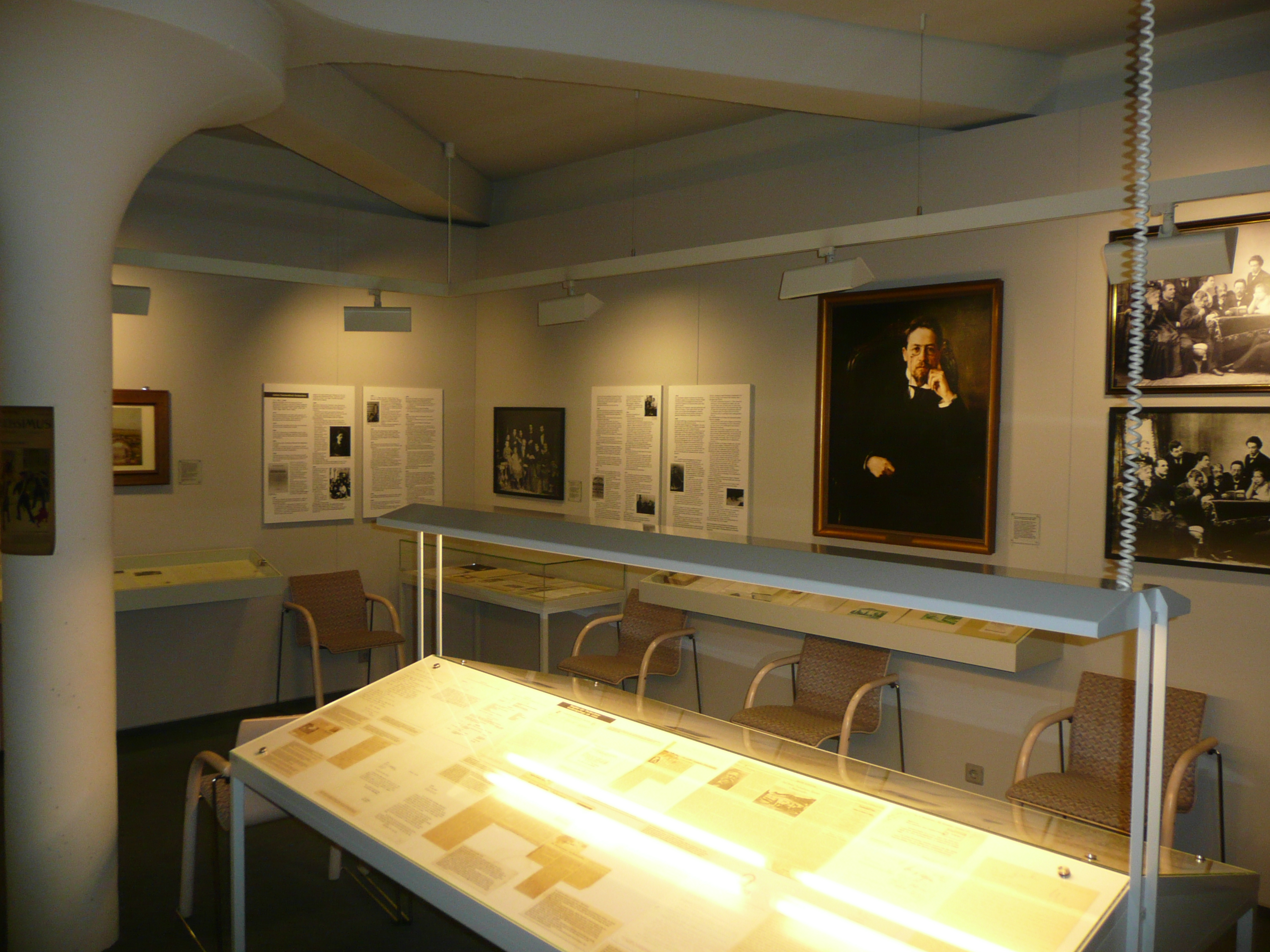
Литературный музей[7] «Чеховский салон»